# 2600: The Hacker Quarterly
2600: The Hacker Quarterly — американский журнал, специализирующийся на публикации технической информации о компьютерных и телефонных сетях, АТС, сетевых протоколах и сервисах, а также новостей «компьютерного подполья» и статей анархистского толка.

## Название
Название журнала происходит от частоты сигнала 2600 Гц, применявшегося в телефонных сетях и, в случае некорректного использования, открывавшего дополнительные возможности перед пользователем (например бесплатные междугородние звонки). Данная уязвимость активно эксплуатировалась фрикерами в 1960-х. Название журналу дал один из его основателей — David Ruderman, прекративший участие в издании спустя 3 года. Второй основатель журнала — Эрик Корлей.

## Издание и подписка
Первый выпуск журнала вышел в 1984 году.
Журнал издаётся под редакцией его основателя — Eric Corley, использующего псевдоним Emmanuel Goldstein (отсылка к роману Джорджа Оруэлла 1984) и его некоммерческой организацией 2600 Enterprises, Inc. Выпуски журнала выходят в первую пятницу января, апреля, июля и октября.
В 2008 году была издана книга в твердом переплёте объёмом 888 страниц, содержащая избранные материалы под названием The Best of 2600: A Hacker Odyssey. В продажу она поступила 28 июля 2008 года в США и 8 августа 2008 года в Великобритании.
Журнал предлагает бесплатную рекламу для подписчиков.

## Конференции
Журнал организовал ежемесячные конференции H.O.P.E. (Hackers On Planet Earth — «Хакеры с планеты Земля») в таких странах как Австралия, Австрия, Англия, Аргентина, Бразилия, Греция, Дания, Ирландия, Италия, Канада, Мексика, Новая Зеландия, Норвегия, Польша, Пуэрто-Рико, Россия, США, Финляндия, Франция, Швейцария, Швеция, Шотландия, Южная Африка, Япония.
Встречи обычно проводятся в первую пятницу месяца в 17:00 по местному времени. Они призваны организовать преподавание, изучение, и обсуждение современных технологий. Встречи открыты для каждого независимо от возраста или уровня знаний.

## В других медиа
2600 Films создали полнометражный документальный фильм о хакере Кевине Митнике, движении Free Kevin и хакерах, названный Freedom Downtime. В настоящее время идёт работа над фильмом Speakers' World.
Eric Corley также является владельцем двух радиопередач Off The Wall и Off The Hook в Нью-Йорке. Выпуски передач доступны для скачивания и в виде потока на сайте 2600, а также в эфире:
- Off the Hook — канал WBAI (99.5 FM) и канал WBCQ (7490 короткие волны).
- Off The Wall — канал WUSB (90.1 FM)

В фильме Хакеры 1995 года Мэттью Лиллард играет хакера с именем Emmanuel Goldstein aka 'Cereal Killer'.